# Marie-France Lorho
Pour les articles homonymes, voir Lorho.
Marie-France Lorho, née le 15 décembre 1964 à Colmar (Haut-Rhin), est une femme politique française.
Membre jusqu'en 2022 de la Ligue du Sud, un parti d'extrême droite implanté dans le Vaucluse, elle devient députée en 2017, à la suite de la démission de Jacques Bompard de l'Assemblée nationale.

## Biographie
Fille du général Raymond Lorho, Marie-France Lorho est adjointe au maire d'Orange, Jacques Bompard.
Aux élections législatives de 2017, elle est la suppléante de Jacques Bompard, qui est réélu député dans la quatrième circonscription de Vaucluse. Celui-ci annonce peu après son intention de laisser son siège de député à sa suppléante en raison de la nouvelle réglementation sur le cumul des mandats, qui lui interdit d'être à la fois député et maire. Sa démission est effective le 21 août et Marie-France Lorho devient députée le lendemain.
En février 2018, elle dépose, avec Emmanuelle Ménard, une proposition de loi visant à la reconnaissance officielle comme crimes de guerre, crimes contre l’humanité et génocide les exactions commises en Vendée entre 1793 et 1794 ; il s'agit de la 4e tentative de cet ordre depuis 2007,.
Elle accorde son parrainage à Éric Zemmour pour l'élection présidentielle française de 2022.
En 2022, elle se représente aux élections législatives dans sa circonscription, avec le soutien du Rassemblement national. Elle est réélue avec 56,96 % des voix contre 43,04 % pour la candidate Ensemble, Violaine Richard.
Cinq mois après sa réélection, Jacques Bompard annonce son exclusion de la Ligue du Sud, en raison du choix de Marie-France Lhoro de reverser au RN la part de financement public qu'il pensait destiné à son parti et à celui d'Éric Zemmour,.

## Controverses

### Avortement
En janvier 2018, Marie-France Lorho organise un colloque sur le transhumanisme à l'Assemblée qui suscite la polémique en raison de la participation de personnalités d'extrême droite, notamment pro-vie : une dizaine d’associations viennent symboliquement protester contre leur présence,. Elle affirme en 2022 avoir changé d'avis au sujet de l'avortement.

### Tentative de caviardage de sa page Wikipédia
Le Monde expose dans son article « Comment des députés trafiquent leur propre fiche Wikipédia » le fait qu’un utilisateur a essayé d’effacer le positionnement politique d’« extrême droite » de son parti, la Ligue du Sud, au mois de février 2021 avec une adresse IP qui correspond à celle de l’Assemblée nationale.[pertinence contestée]

### Soupçon d'emploi fictif de son collaborateur parlementaire
Le 5 septembre 2023, l'ancienne permanence parlementaire à la mairie d'Orange et le domicile de Yann Bompard sont perquisitionnés par des enquêteurs. Ce dernier est effet visé par une affaire d'emploi fictif : il est soupçonné d'avoir occupé un poste de collaborateur parlementaire auprès de son père, Jacques Bompard, puis de l'actuelle députée du Nord Vaucluse, Marie-France Lorho, sans fournir de travail effectif. L'enquête est supervisée par le parquet de Marseille. Le procès pour détournement de fonds publics au détriment de l’Assemblée nationale aura lieu du 17 au 19 décembre 2025 : Yann Bompard et Marie-France Lorho y seront jugés.